# Secretário (título)
Secretário é um título frequentemente utilizado em organizações para indicar uma pessoa que possui certa autoridade, poder ou importância dentro da instituição. Os secretários anunciam eventos importantes e se comunicam com a organização. O termo deriva do latim secernere, que significa "distinguir" ou "separar"; o particípio passivo (secretum) significa "tendo sido separado", adquirindo com o tempo a conotação de algo privado ou confidencial, como ocorre com a palavra inglesa secret ("segredo"). Um secretarius era, portanto, alguém encarregado de tratar de assuntos confidenciais, geralmente para uma pessoa poderosa (como um rei, papa, etc.).
O título oficial do líder da maioria dos partidos comunistas e socialistas é "Secretário-Geral do Comitê Central" ou "Primeiro Secretário do Comitê Central". Quando um partido comunista está no poder, o secretário-geral costuma ser o líder de facto do país (embora, às vezes, esse líder também ocupe cargos estatais, como presidência ou primeiro-ministro, para monopolizar o poder e constituir-se como o líder de jure do Estado), como ocorre na China, Coreia do Norte, Vietnã, Laos e Cuba.
Na Inglaterra, o termo secretarius foi utilizado "desde o início do século XIII com variados significados, como secretário confidencial, embaixador ou membro do conselho do rei". No século XIV, o título passou a estar fortemente associado ao guardião do sinete real. Do Renascimento até o final do século XIX, homens envolvidos na correspondência diária e nos assuntos dos poderosos assumiam o título de secretário. Com o tempo, como acontece com muitos títulos, o termo passou a ser aplicado a funções mais diversas, surgindo títulos compostos para especificar a autoridade associada ao seu uso, como secretário-geral ou secretário financeiro.
Em alguns países, como os Estados Unidos, o termo secretary é utilizado para indicar o ocupante de um cargo ministerial de nível de gabinete. Há várias variações populares do título para indicar que o secretário possui um alto grau de autoridade, como secretário-geral (ou, seguindo o uso da língua normanda, secretário-geral), primeiro secretário e secretário executivo. Uma mulher que ocupa tal cargo é frequentemente tratada informalmente como "madame secretária".
Em clubes ou sociedades, o secretário também é considerado, na maioria dos casos, a terceira pessoa na hierarquia da organização, depois do presidente e do vice-presidente. Em organizações menores, o secretário geralmente redige as atas das reuniões, notifica os membros sobre encontros, entra em contato com diversas pessoas relacionadas à sociedade, administra as atividades cotidianas da organização e elabora a ordem de trabalhos. O secretário de uma organização não governamental ou organização internacional não governamental pode acumular a função com a de vice-presidente.

## Secretário-geral
Secretário-geral é o título de um cargo ministerial de autoridade presente em várias organizações, como sindicatos, partidos comunistas e socialistas, e organizações não governamentais internacionais.

### Partido Comunista
Secretário-geral ou primeiro-secretário é o título oficial dos líderes da maioria dos partidos comunistas. Quando um partido comunista é o partido governante em um Estado unipartidário liderado por comunistas, o secretário-geral é normalmente o líder de facto do país.

## Primeiro-secretário
Primeiro-secretário é o título do principal dirigente ou líder em muitas organizações, e também é um cargo diplomático moderno.

## Secretário-tesoureiro
Em algumas organizações, o cargo de secretário é combinado com o de tesoureiro, sob o título de secretário-tesoureiro.